# Peucedanum chinensis
Peucedanum chinensis är en flockblommig växtart som beskrevs av Minosuke Hiroe. Peucedanum chinensis ingår i släktet siljor, och familjen flockblommiga växter. Inga underarter finns listade i Catalogue of Life.